# Doresópolis (kommun)
Doresópolis är en kommun i Brasilien.   Den ligger i delstaten Minas Gerais, i den sydöstra delen av landet, 500 km söder om huvudstaden Brasília. Antalet invånare är 1 440.
Följande samhällen finns i Doresópolis:
- Doresópolis

Omgivningarna runt Doresópolis är huvudsakligen savann. Runt Doresópolis är det ganska glesbefolkat, med 25 invånare per kvadratkilometer.